# Liste der Kulturdenkmale in Steinigtwolmsdorf
In der Liste der Kulturdenkmale in Steinigtwolmsdorf sind die Kulturdenkmale der sächsischen Gemeinde Steinigtwolmsdorf verzeichnet, die bis Juni 2017 vom Landesamt für Denkmalpflege Sachsen erfasst wurden (ohne archäologische Kulturdenkmale). Die Anmerkungen sind zu beachten.
Diese Liste ist eine Teilliste der Liste der Kulturdenkmale im Landkreis Bautzen.

## Steinigtwolmsdorf
| Bild                                    | Bezeichnung | Lage                                                            | Datierung                                              | Beschreibung | ID       |
| --------------------------------------- | --- | --------------------------------------------------------------- | ------------------------------------------------------ | --- | -------- |
| Weitere Bilder                          | Kirche Steinigtwolmsdorf und Kirchhof mit Friedhofserweiterung (Sachgesamtheit)                                                           | Am Markt (Karte)                                                | 17. Jahrhundert (Kirchhof); 19. Jahrhundert (Kirche)   | Sachgesamtheit Kirche und Kirchhof mit Friedhofserweiterung und folgenden Einzeldenkmalen: Kirche mit Ausstattung, umlaufende Einfriedungsmauer, fünf Grabmale und Denkmale für die Gefallenen des Deutsch-Französischen und des Ersten Weltkrieges (siehe auch unter gleicher Anschrift Obj. 09276121) sowie Kirchhof und Friedhofserweiterung als Sachgesamtheitsteile; spätklassizistische Saalkirche mit kleinem Querhaus im Osten, verputzter Bruchsteinbau, mit Lisenen und Blendbögen gegliedert, baugeschichtlich, kunstgeschichtlich und ortsgeschichtlich von Bedeutung. | 09303909 |
| Weitere Bilder                          | Kirche mit Ausstattung (Einzeldenkmal zu ID-Nr. 09303909)                                                                                 | Am Markt (Karte)                                                | Vermutlich 1655 (Turm); 1861 (Kirche)                  | Einzeldenkmal der Sachgesamtheit Kirche und Kirchhof mit Friedhofserweiterung; spätklassizistische Saalkirche mit kleinem Querhaus im Osten, verputzter Bruchsteinbau, mit Lisenen und Blendbögen gegliedert, baugeschichtlich, kunstgeschichtlich und ortsgeschichtlich von Bedeutung. Neubau 1861, Westturm verschiefert, Haube und Laterne vermutlich von 1655. Schlichte Saalkirche des späten Klassizismus mit kleinem Querhaus im Osten, eingezogenem Chor und 5/8-Schluss, 1861, der Turm wohl 1650. Restaurierungen 1947 und 1990. Verputzter Bruchsteinbau, dessen Äußeres durch Lisenen und Blendbogenfriese gegliedert. Quadratischer Westturm mit achteckigem verschieferten Glockengeschoss in Fachwerk, mit flacher Haube und Laterne abschließend. Zu beiden Seiten des Turmes Treppentürme. Der klassizistische Innenraum weitgehend original erhalten, flachgedeckt, an den Längsseiten zweigeschossige Holzemporen, an der Westwand eingeschossige Orgelempore, zurückhaltende, ausgewogene Raumwirkung. Auffällig die Querarme, die zum Chorraum dreigeschossig durch rundbogige Logenfenster geöffnet sind, darunter auf jeder Seite eine Gruft. Der Altar aus Holz, sein Aufsatz im Typus des Nischenretabels mit der Auferstehung Christi als Altarbild. Kelchförmiger Taufstein mit einem Aufsatz in Messing, 1664. An der nördlichen Ostwand vor dem Chor der aufwendig gearbeitete Grabstein des Pastors Immanuel Gottfried Mönchmayer († 1754), Sandstein. Gegenüber der Grabstein des Pastors M. Adam Grund, († 1742), Sandstein. Große Orgel von Jahn, 1864, von Schuster 1946 erneuert. Kleine Chororgel (vermutlich von Jahn, um 1860). | 09276121 |
| Weitere Bilder                          | Umlaufende Einfriedungsmauer (Einzeldenkmal zu ID-Nr. 09303909)                                                                           | Am Markt (Karte)                                                | 1861                                                   | Einzeldenkmal der Sachgesamtheit Kirche und Kirchhof mit Friedhofserweiterung; baugeschichtlich, kunstgeschichtlich und ortsgeschichtlich von Bedeutung | 09276121 |
| Direkt Bild zu diesem Denkmal hochladen | Fünf Grabmale (Einzeldenkmal zu ID-Nr. 09303909)                                                                                          | Am Markt (Karte)                                                | 18./19. Jahrhundert                                    | Einzeldenkmale der Sachgesamtheit Kirche und Kirchhof mit Friedhofserweiterung; baugeschichtlich, kunstgeschichtlich und ortsgeschichtlich von Bedeutung. Denkmalwerte Grabstätten: 1. Grabmal Familie Richter, Erstbelegung Hilda Richter (1910–1933), halbhohe Grabwand aus dunklem Granit mit der Relieffigur einer sitzenden Trauernden, nach 1933 2. Grabmal Andreas Wohl (?) (1737(?)–1804) und weitere Familienangehörige, klassizistisches Grabmal mit zwei Putten und bekrönender Urne auf einem Säulenstumpf, Sandstein, um 1804 3. Grabmal … Gottlieb Wolf, Grabstele in Form eines Obelisken über Postament, mit drei Medaillons, Schmuckgirlanden und bekrönender Urne, Sandstein, 1. Hälfte 19. Jahrhundert 4. Grabmal Johann Gottlob Richter (1764–1832), Mühlenbesitzer und seine Frau, spätklassizistische Grabstele mit Überdachung und gestaffeltem Aufsatz, Sandstein, nach 1832 5. Grabmal Familie Ernst Böhme, drei Medaillons mit Inschriften für verstorbene Kinder der Familie über sockelartigem Unterbau, zwei Putten mit Lorbeergirlande, um 1935 | 09276121 |
|                                         | Denkmale für die Gefallenen des Deutsch-Französischen und des Ersten Weltkrieges (Einzeldenkmal zu ID-Nr. 09303909)                       | Am Markt (Karte)                                                | Nach 1945                                              | Einzeldenkmale der Sachgesamtheit Kirche und Kirchhof mit Friedhofserweiterung; baugeschichtlich, kunstgeschichtlich und ortsgeschichtlich von Bedeutung | 09276121 |
|                                         | Wohnhaus, heute Gemeindeverwaltung | Am Markt 1 (Karte)                                              | 1833                                                   | Breitgelagerter Putzbau mit Krüppelwalmdach und Dachhecht, baugeschichtlich von Bedeutung, Hechtgaupe | 09276113 |
|                                         | Wohnhaus in halboffener Bebauung und Ecklage                                                                                              | Am Markt 4 (Karte)                                              | 1837                                                   | Putzbau mit Mansardwalmdach, baugeschichtlich von Bedeutung, zweigeschossig, Dachgaupe, abgeschrägte Hausecke mit Eingang | 09276122 |
|                                         | Erbgericht; Gasthof mit Tanzsaal | Am Markt 5 (Karte)                                              | 1858                                                   | Breitgelagerter Putzbau mit Drempel und Walmdach, baugeschichtlich und ortsgeschichtlich von Bedeutung, zweigeschossig, im Obergeschoss Rundbogenfenster, Tanzsaal ebenfalls mit Rundbogenfenster, Natursteingewände | 09276123 |
| Weitere Bilder                          | Wirtschaftsgebäude des ehemaligen Rittergutes, Reste der nördlichen Allee                                                                 | Am Markt 6 (Karte)                                              | 1860                                                   | Baugeschichtlich, ortsgeschichtlich und landschaftsgestaltend von Bedeutung. Großer längsrechteckiger Bau mit betonter Mittelachse, zweigeschossig, Drempel, Zwerchhaus, Hofteich (1992 neu befestigt), zur Anlage gehörte auch das ehemalige Forsthaus, die Geschichte des Gutes geht bis ins 13. Jahrhundert zurück und gehörte zu den Besitzungen der Grafen von Dohna. | 09276177 |
| Weitere Bilder                          | Gutspark mit zwei Teichen und Brücke des ehemaligen Rittergutes                                                                           | Am Markt 6 (Karte)                                              |                                                        | Gutspark (Gartendenkmal) mit zwei Teichen und Brücke; baugeschichtlich, ortsgeschichtlich und landschaftsgestaltend von Bedeutung | 09276177 |
| Direkt Bild zu diesem Denkmal hochladen | Wohnhaus | Bachweg 2 (Karte)                                               | 1850                                                   | Eingeschossiger Putzbau mit Dachausbau, Giebel verschiefert, baugeschichtlich und sozialgeschichtlich von Bedeutung, Oberstube verschiefert | 09276190 |
|                                         | Wohnhaus mit Oberlaube | Badeweg 3 (Karte)                                               | 1794                                                   | Obergeschoss Fachwerk verbrettert, Oberlaube verschiefert, baugeschichtlich von Bedeutung, Frackdach, Oberstube verschiefert | 09276193 |
| Weitere Bilder                          | Pfarrhof mit Pfarrhaus, kleinerem Wohnhaus, Entenhaus (Umgebinde) und Granittrog sowie Pfarrgarten mit Allee                              | Badeweg 5 (Karte)                                               | Vor 1700 (Pfarrhaus); 1848 (Wohnhaus und Entenhaus)    | Pfarrhaus Obergeschoss Fachwerk verschiefert, baugeschichtlich und ortsgeschichtlich von Bedeutung, Pfarrhaus zweigeschossig, Obergeschoss und Giebel mit Schieferbildwand, DDR-Denkmalliste, Entenhaus von 1848 (Umgebinde), kleineres Wohnhaus eingeschossig mit Krüppelwalmdach | 09276192 |
|                                         | Wohnhaus | Bergstieg 4 (Karte)                                             | 1812/1814                                              | Obergeschoss Fachwerk verschiefert, Giebel verschiefert, baugeschichtlich von Bedeutung, Obergeschoss und Giebel verschiefert | 09276116 |
| Direkt Bild zu diesem Denkmal hochladen | Wohnhaus (Umgebinde) | Bergstieg 11 (Karte)                                            | Mitte 19. Jahrhundert                                  | Eingeschossiger Umgebindeteil, die andere Haushälfte Obergeschoss Fachwerk verbrettert, baugeschichtlich von Bedeutung | 09276117 |
| Direkt Bild zu diesem Denkmal hochladen | Umgebindeteil eines Wohnhauses | Bergstieg 13 (Karte)                                            | 1780                                                   | Eingeschossige Blockstube, baugeschichtlich von Bedeutung, profilierte Umgebindesäulen | 09276150 |
| Direkt Bild zu diesem Denkmal hochladen | Wohnhaus | Birkenstraße 7 (Karte)                                          | 1803                                                   | Obergeschoss Fachwerk verbrettert, Giebel verkleidet, baugeschichtlich von Bedeutung, Giebel verschiefert | 09276203 |
|                                         | Wohnhaus | Birkenstraße 8 (Karte)                                          | 1846                                                   | Obergeschoss Fachwerk verschiefert, baugeschichtlich von Bedeutung, Obergeschoss und Giebel verschiefert (Ornament), Frackdach, Erdgeschoss an der einen Hälfte verbrettert, Windfang | 09276204 |
|                                         | Denkmal für die Gefallenen des Ersten Weltkrieges, dazu zwei Granitbänke                                                                  | Dresdener Straße 9 (neben) (Karte)                              | Nach 1918                                              | Ortsgeschichtlich von Bedeutung | 09276181 |
|                                         | Wohnhaus (Umgebinde) | Dresdener Straße 14 (Karte)                                     | 1835                                                   | Obergeschoss Fachwerk verschiefert, Giebel verbrettert, baugeschichtlich von Bedeutung, Obergeschoss an der Traufseite verschiefert, am Giebel verbrettert, schiefergedeckt, DDR-Denkmalliste | 09276200 |
|                                         | Wohnhaus eines Bauernhofes | Dresdener Straße 18 (Karte)                                     | 1700                                                   | Obergeschoss Fachwerk verschiefert, baugeschichtlich von Bedeutung | 09276199 |
|                                         | Wohnstallhaus | Dresdener Straße 20 (Karte)                                     | Bezeichnet mit 1856                                    | Obergeschoss Fachwerk verkleidet, baugeschichtlich von Bedeutung | 09276197 |
| Direkt Bild zu diesem Denkmal hochladen | Wohnhaus | Dresdener Straße 22 (Karte)                                     | Vor 1850                                               | Obergeschoss Fachwerk verkleidet, Mansarddach mit Schopf, baugeschichtlich von Bedeutung, zweigeschossig, Obergeschoss verschiefert | 09276198 |
|                                         | Wohnhaus (Umgebinde) | Dresdener Straße 30a (Karte)                                    | 1708                                                   | Obergeschoss Fachwerk verbrettert, baugeschichtlich von Bedeutung, Obergeschoss und Giebel verbrettert | 09276119 |
|                                         | Wohnhaus über rechtwinkligem Grundriss | Dresdener Straße 34 (Karte)                                     | 1805                                                   | Obergeschoss Fachwerk verbrettert, baugeschichtlich von Bedeutung | 09276176 |
|                                         | Wohnhaus (Umgebinde) | Dresdener Straße 44 (Karte)                                     | 1775                                                   | Obergeschoss Fachwerk verbrettert, Giebel verschiefert, baugeschichtlich von Bedeutung | 09276161 |
|                                         | Wohnhaus | Dresdener Straße 46 (Karte)                                     | 1774                                                   | Obergeschoss Fachwerk verbrettert, baugeschichtlich von Bedeutung, Obergeschoss und Giebel verbrettert, Fachwerk mit Lehmausfachung | 09276179 |
|                                         | Wohnhaus (Umgebinde) | Dresdener Straße 55 (Karte)                                     | Vor 1840                                               | Obergeschoss Fachwerk, Giebel verbrettert, baugeschichtlich von Bedeutung, schiefergedeckt | 09276159 |
| Direkt Bild zu diesem Denkmal hochladen | Forsthaus und Nebengebäude | Forstweg 2 (Karte)                                              | Mitte 19. Jahrhundert (Forsthaus); 1861 (Nebengebäude) | Gehörte zum Rittergut, Wohnhaus Putzbau mit vorgelagerter Treppe, baugeschichtlich und ortsgeschichtlich von Bedeutung, zweigeschossig, Satteldach, Eingang mit Korbbogenabschluss, Granitsteingewände, eine Holzdachrinne, stand bis Mai 2011 irrtümlich unter Steinbergweg 2 in der Denkmalliste | 09276120 |
| Direkt Bild zu diesem Denkmal hochladen | Wohnstallhaus (Umgebinde) | Forstweg 7 (Karte)                                              | Mitte 19. Jahrhundert                                  | Obergeschoss Fachwerk zum Teil verbrettert, zum Teil verschiefert, baugeschichtlich von Bedeutung | 09276139 |
| Direkt Bild zu diesem Denkmal hochladen | Wohnstallhaus (Umgebinde) | Forstweg 14 (Karte)                                             | 1812                                                   | Obergeschoss Fachwerk verschiefert, Giebel verschiefert (Ornament), baugeschichtlich von Bedeutung, Umgebindeständer vorstehend | 09276142 |
| Direkt Bild zu diesem Denkmal hochladen | Wohnhaus (Umgebinde) und Scheune eines Hakenhofes                                                                                         | Forstweg 20 (Karte)                                             | Bezeichnet mit 1850 (Türsturz)                         | Wohnhaus Obergeschoss Fachwerk, Scheune Putzbau, baugeschichtlich und wirtschaftsgeschichtlich von Bedeutung, Fachwerk im Obergeschoss offenliegend, profilierte Umgebindesäulen, zweiter Blitzableiter, Türsturz mit Datierung, DDR-Denkmalliste | 09276140 |
| Direkt Bild zu diesem Denkmal hochladen | Wohnhaus (Umgebinde) | Forstweg 22 (Karte)                                             | 1823                                                   | Obergeschoss Fachwerk verschiefert, Giebel verschiefert, hinterer Teil des Wohnhauses Fachwerk vermutlich entfernt, baugeschichtlich von Bedeutung, DDR-Denkmalliste | 09276141 |
| Direkt Bild zu diesem Denkmal hochladen | Wohnhaus (Umgebinde) | Forstweg 34 (Karte)                                             | 1776                                                   | Obergeschoss Fachwerk verschiefert, Giebel zum Teil verbrettert, baugeschichtlich von Bedeutung | 09276129 |
| Direkt Bild zu diesem Denkmal hochladen | Wohnstallhaus (Umgebinde) | Forstweg 40 (Karte)                                             | Bezeichnet mit 1846                                    | Obergeschoss Fachwerk verbrettert, Giebel verkleidet, baugeschichtlich von Bedeutung, Tür mit Korbbogenschluss und Schlussstein, Obergeschoss zur Straße hin und Giebel verschiefert | 09276127 |
|                                         | Wohnstallhaus | Forstweg 46 (Karte)                                             | 1838                                                   | Obergeschoss Fachwerk verschiefert, baugeschichtlich von Bedeutung, Obergeschoss und Giebel verschiefert, zwei Eingänge mit Korbbogenabschluss, Schiefer mit Initialen „W.Z.“ | 09276128 |
| Direkt Bild zu diesem Denkmal hochladen | Wohnhaus | Grenzstraße 1 (Karte)                                           | 1823                                                   | Obergeschoss Fachwerk verschiefert, baugeschichtlich von Bedeutung, Obergeschoss und Giebel verschiefert | 09276155 |
|                                         | Wohnhaus mit Vorlaube | Grenzstraße 3 (Karte)                                           | Vor 1800                                               | Eingeschossig mit verschiefertem Drempel, baugeschichtlich von Bedeutung, Oberstube verschiefert, Krüppelwalmdach | 09276153 |
|                                         | Wohnhaus | Grenzstraße 5 (Karte)                                           | 1903                                                   | Obergeschoss Fachwerk verschiefert (Ornament), baugeschichtlich von Bedeutung | 09276154 |
|                                         | Wohnhaus | Grenzstraße 6 (Karte)                                           | 1857                                                   | Erdgeschoss teilweise Fachwerk, Obergeschoss Fachwerk, Giebel zum Teil verbrettert, baugeschichtlich von Bedeutung, Hechtgaupen, Krüppelwalmdach | 09276114 |
|                                         | Gasthaus | Grenzstraße 7 (Karte)                                           | 1810                                                   | Obergeschoss Fachwerk verschiefert, baugeschichtlich und ortsgeschichtlich von Bedeutung, Obergeschoss und Giebel verschiefert, alte Fenster | 09276112 |
|                                         | Wohnhaus | Grenzstraße 10 (Karte)                                          | 1881                                                   | Obergeschoss Fachwerk verschiefert, baugeschichtlich von Bedeutung, Obergeschoss und Giebel verschiefert | 09276115 |
|                                         | Wohnhaus (Umgebinde) | Grenzstraße 11 (Karte)                                          | Vor 1800                                               | Obergeschoss Fachwerk verkleidet, Giebel verschiefert, baugeschichtlich von Bedeutung, Obergeschoss und Giebel verschiefert | 09276143 |
|                                         | Wohnhaus | Grenzstraße 23 (Karte)                                          | 1897                                                   | Obergeschoss Fachwerk verschiefert, baugeschichtlich von Bedeutung | 09276134 |
| Direkt Bild zu diesem Denkmal hochladen | Wohnhaus | Grenzstraße 28 (Karte)                                          | 1. Hälfte 19. Jahrhundert                              | Eingeschossig, Giebel verschiefert, Satteldach mit Schleppgaupe, baugeschichtlich und sozialgeschichtlich von Bedeutung, Holzdachrinne | 09276149 |
| Direkt Bild zu diesem Denkmal hochladen | Wehr | Grenzstraße 30 (vor) (Karte)                                    | 19. Jahrhundert                                        | Technikgeschichtlich von Bedeutung | 09276148 |
|                                         | Wohnhaus | Grenzstraße 32 (Karte)                                          | 1823                                                   | Obergeschoss Fachwerk verschiefert, baugeschichtlich von Bedeutung, Obergeschoss und Giebel verschiefert (Ornament) | 09276147 |
|                                         | Wohnhaus | Grenzstraße 35 (Karte)                                          | 1826                                                   | Obergeschoss Fachwerk verschiefert (Ornament), baugeschichtlich von Bedeutung | 09276131 |
|                                         | Wohnhaus (Umgebinde) | Grenzstraße 38 (Karte)                                          | 1792                                                   | Obergeschoss Fachwerk verschiefert, baugeschichtlich von Bedeutung, Obergeschoss und Giebel verschiefert, Umgebinde auf einem Mauersockel, Sohlbänke im Erdgeschoss aus Holz, Hechtgaupe | 09276144 |
|                                         | Wohnhaus | Grenzstraße 40 (Karte)                                          | 2. Hälfte 19. Jahrhundert                              | Obergeschoss Fachwerk verschiefert, baugeschichtlich von Bedeutung, Obergeschoss und Giebel verschiefert | 09276145 |
|                                         | Wohnhaus (Umgebinde) | Grenzstraße 50 (Karte)                                          | 1899                                                   | Obergeschoss Fachwerk teils verschiefert, teils verkleidet, baugeschichtlich von Bedeutung, Umgebindesäulen profiliert, Rückseite verschiefert | 09276136 |
|                                         | Wohnhaus | Grenzstraße 58 (Karte)                                          | 1877                                                   | Obergeschoss Fachwerk verschiefert, baugeschichtlich von Bedeutung, Obergeschoss und Giebel verschiefert | 09276135 |
|                                         | Wohnhaus | Grenzstraße 88 (Karte)                                          | 1906                                                   | Eingeschossig, Giebel verschiefert, baugeschichtlich von Bedeutung, profilierte Fenstergewände | 09276124 |
| Direkt Bild zu diesem Denkmal hochladen | Wohnhaus und Scheune eines Hakenhofes | Hainweg 6 (Karte)                                               | 1853/1854                                              | Wohnhaus Obergeschoss Fachwerk, Obergeschoss und Giebel verschiefert, baugeschichtlich von Bedeutung, zur Hofseite Fachwerk freigelegt | 09276137 |
|                                         | Wohnhaus | Hohlweg 4 (Karte)                                               | 1838                                                   | Obergeschoss Fachwerk verkleidet, Giebel verkleidet, baugeschichtlich von Bedeutung, Obergeschoss und Giebel verkleidet, Krüppelwalmdach, Hechtgaupe | 09276186 |
| Direkt Bild zu diesem Denkmal hochladen | Umgebindeteil eines Wohnhauses | Hohlweg 5 (Karte)                                               | 1829                                                   | Eingeschossige Blockstube, baugeschichtlich von Bedeutung | 09276202 |
|                                         | Wohnhaus (Umgebinde) | Hohlweg 9 (Karte)                                               | 1708                                                   | Eingeschossig, mit vorkragender Schleppgaupe, baugeschichtlich und sozialgeschichtlich von Bedeutung, schiefergedeckt, DDR-Denkmalliste | 09276187 |
|                                         | Wohnhaus (ohne sämtliche Anbauten) | Lindenstraße 1 (Karte)                                          | 18. Jahrhundert                                        | Ehemalige Bleicherei, baugeschichtlich und ortsbildprägend von Bedeutung, zweigeschossiger Baukörper mit Satteldach, Obergeschoss Fachwerk, Obergeschoss und Giebel verschiefert (Schieferbildwand), rückseitig Blattsassen der ehemaligen Umgebindekonstruktion erhalten, im Inneren im Erdgeschoss originale Holzbalkendecken, Granit-Fußbodenplatten im Eingangsbereich, im Obergeschoss originale Holzbalken mit angedeuteter farbiger Marmorierung, originale Holzkonstruktion ohne Füllungen der Fachwerkwände erhalten, bauzeitlicher Dachstuhl mit gebeilten Hölzern und Mittellängsverband als Riegelkette mit durchgehend erhaltenen Andreaskreuzen | 09276175 |
|                                         | Wohnhaus (Umgebinde) | Lindenstraße 4 (Karte)                                          | Mitte 19. Jahrhundert                                  | Obergeschoss Fachwerk verbrettert, baugeschichtlich von Bedeutung, Obergeschoss und Giebel verbrettert | 09276173 |
|                                         | Wohnhaus (Umgebinde) | Mittelstraße 4 (Karte)                                          | Bezeichnet mit 1878                                    | Obergeschoss Fachwerk verschiefert, baugeschichtlich von Bedeutung, Obergeschoss und Giebel verschiefert (Ornament), Krüppelwalmdach, Tür mit Korbbogenabschluss und Schlussstein, schiefergedeckt | 09276201 |
|                                         | Wohnhaus (Umgebinde) mit Vorlaube | Mittelstraße 16 (Karte)                                         | 1800                                                   | Eingeschossig, mit mittiger massiv untersetzter Vorlaube, baugeschichtlich und sozialgeschichtlich von Bedeutung, Giebel verschiefert | 09276191 |
|                                         | Wohnhaus (Umgebinde) | Mittelstraße 17, 19 (Karte)                                     | 1790                                                   | Obergeschoss Fachwerk verschiefert, baugeschichtlich von Bedeutung, Obergeschoss, Giebel und Zwerchhaus verschiefert | 09276195 |
|                                         | Wohnstallhaus | Mittelstraße 20 (Karte)                                         | 1851                                                   | Obergeschoss Fachwerk verschiefert, baugeschichtlich von Bedeutung, Obergeschoss und Giebel verbrettert | 09276169 |
|                                         | Wohnhaus mit späterem Vorbau und rückseitigem Fabrikanbau (ehemalige Färberei)                                                            | Mittelstraße 22 (Karte)                                         | 1851 (Wohnhaus); 1863 (Färberei)                       | Wohnhaus Obergeschoss Fachwerk verschiefert, Fabrikgebäude Putzbau mit Satteldach und Dachhecht, baugeschichtlich und ortsgeschichtlich von Bedeutung, Obergeschoss und Giebel verschiefert, Vorbau von 1902, Fabrikgebäude mit Hechtgaupen | 09276170 |
| Direkt Bild zu diesem Denkmal hochladen | Wohnhaus (Umgebinde) | hinter Mittelstraße 22 (hinter der ehemaligen Färberei) (Karte) | 1823                                                   | Obergeschoss Fachwerk verbrettert, baugeschichtlich von Bedeutung, Fachwerk mit Lehmausfachung; ruinös oder abgerissen. | 09276168 |
|                                         | Wohnhaus (Umgebinde) | Mittelstraße 23 (Karte)                                         | Vor 1850                                               | Obergeschoss Fachwerk verschiefert, baugeschichtlich von Bedeutung, Obergeschoss und Giebel verschiefert | 09276171 |
| Weitere Bilder                          | Wohnhaus (Umgebinde) | Mittelstraße 32 (Karte)                                         | Bezeichnet mit 1788 (Schlussstein)                     | Obergeschoss Fachwerk verschiefert, mit Kreuzgewölbe, Mansardwalmdach, baugeschichtlich und straßenbildprägend von Bedeutung, Schlussstein über zugemauertem Eingang mit Datierung | 09276162 |
|                                         | Wohnhaus | Mittelstraße 33 (Karte)                                         | 1852                                                   | Schlichter Putzbau mit Mansarddach mit Schopf, baugeschichtlich von Bedeutung, eingeschossig, Mansarddach | 09276174 |
| Weitere Bilder                          | Siebenlinden; Ehemaliger germanischer Thingplatz                                                                                          | Neustädter Straße (Karte)                                       | 19. Jahrhundert (im Kern ältere Anlage)                | wohl alter germanischer Thingplatz, mit landschaftsprägendem Charakter, kulturgeschichtlich von Bedeutung, gestaltete Anlage mit Bänken, Treppen und Informationstafel | 09276205 |
|                                         | Grenzstein | Neustädter Straße (50 m westlich des Waldhauses) (Karte)        | 1815                                                   | Amtsgrenzstein, Aufschrift A. B., ortsgeschichtlich von Bedeutung | 09253894 |
| Direkt Bild zu diesem Denkmal hochladen | Wohnhaus über rechtwinkligem Grundriss | Rosengasse 8 (Karte)                                            | Vor 1823                                               | Obergeschoss Fachwerk verschiefert, baugeschichtlich von Bedeutung, Blitzableiter | 09276138 |
| Direkt Bild zu diesem Denkmal hochladen | Wohnhaus (Umgebinde) | Sandweg 2 (Karte)                                               | Kern 1770                                              | Eingeschossig, mit vorkragender Schleppgaupe, baugeschichtlich und sozialgeschichtlich von Bedeutung, Giebel und Oberstube verschiefert | 09276188 |
|                                         | Wohnhaus und winkliges Seitengebäude mit Oberlaube (Nr. 3) sowie Wohnstallhaus (Umgebinde) mit winklig angebautem Wirtschaftsteil (Nr. 5) | Schäferweg 3, 5 (Karte)                                         | 2. Hälfte 19. Jahrhundert                              | Wohnhaus Obergeschoss Fachwerk verbrettert, Oberlaube verbrettert, Umgebindehaus eingeschossig, drei Dachhäuschen, baugeschichtlich von Bedeutung, teilweise Bruchstein, die Scheune zwischen beiden Gebäudekomplexen wurde abgebrochen, heute zwei verschiedene Flurstücke | 09276166 |
|                                         | Wohnhaus (ohne eingeschossigen seitlichen Anbau)                                                                                          | Schäferweg 4 (Karte)                                            | 2. Hälfte 19. Jahrhundert                              | Obergeschoss Fachwerk, teilweise verschiefert, rückseitig verbrettert, baugeschichtlich von Bedeutung. Vorderseitig fachwerksichtig, Rückseite mit Verbretterung, vorderseitige Aufstockung verschiefert (Ornament), rückseitig sehr schöne original erhaltene Holztür, ausgiebige Besichtigung am 27. Februar 2013, dabei wurden im Inneren die intakt erhaltene Blockstube, Fachwerkwände im Obergeschoss sowie der original erhaltene Dachstuhl festgestellt. Die im Mai 2012 vorgenommene Streichung des Objektes, die nur auf der Außenbesichtigung basierte, ist damit nicht aufrechtzuerhalten. Das Objekt bleibt wegen seines dokumentarischen Zeugniswertes als Kulturdenkmal in der Liste. Seitlicher flacher Anbau von Unterschutzstellung nicht berührt. | 09276172 |
|                                         | Wohnhaus (Umgebinde) und winklige Scheune                                                                                                 | Schäferweg 8 (Karte)                                            | Bezeichnet mit 1837                                    | Beide Gebäude Obergeschoss Fachwerk, baugeschichtlich von Bedeutung, Obergeschoss Fachwerk, an der Giebelseite verbrettert, Krüppelwalmdach mit Fledermausgaupen, profilierte Umgebindesäulen, Obergeschoss der Scheune Fachwerk | 09276167 |
| Direkt Bild zu diesem Denkmal hochladen | Wohnhaus | Schmiedeweg 1 (Karte)                                           | 1873                                                   | Obergeschoss Fachwerk, Giebel verschiefert, baugeschichtlich von Bedeutung, profilierte Umgebindesäulen, Giebel mit Rundbogenfenstern mit Sprossen, Hechtgaupe | 09276152 |
| Direkt Bild zu diesem Denkmal hochladen | Wohnhaus (Umgebinde) | Schmiedeweg 4 (Karte)                                           | 1812                                                   | Obergeschoss Fachwerk, Satteldach mit Dachhecht, baugeschichtlich von Bedeutung | 09276151 |
|                                         | Wohnhaus mit Scheunenanbau | Talweg 1 (Karte)                                                | Mitte 19. Jahrhundert                                  | Putzbauten, Scheune mit Drempel, baugeschichtlich und wirtschaftsgeschichtlich von Bedeutung, zweigeschossig, Stockgesims, alte Tür | 09276163 |
|                                         | Gasthof | Talweg 2 (Karte)                                                | Bezeichnet mit 1842                                    | Breitgelagerter Putzbau, an der Giebelseite mit flachem übergiebelten Mittelrisalit, baugeschichtlich und ortsgeschichtlich von Bedeutung, zweigeschossig, Stockgesims, schiefergedeckt | 09276164 |
| Direkt Bild zu diesem Denkmal hochladen | Wohnhaus | Töpfergasse 2 (Karte)                                           | 1898                                                   | Eingeschossiger Putzbau mit Zwerchhaus, baugeschichtlich und sozialgeschichtlich von Bedeutung, Zwerchhaus mit zwei Fenstern, alte Tür | 09276183 |
| Direkt Bild zu diesem Denkmal hochladen | Keller mit Türgewände | Weidenweg 6 (gegenüber) (Karte)                                 | Bezeichnet mit 1828 (Türsturz)                         | Baugeschichtlich und sozialgeschichtlich von Bedeutung | 09276133 |
|                                         | Gasthaus zur Linde, ohne Anbau | Weifaer Straße 1 (Karte)                                        | 1849                                                   | Obergeschoss Fachwerk verschiefert, Giebel verschiefert, baugeschichtlich und ortsgeschichtlich von Bedeutung, Obergeschoss und Giebel verschiefert, links ein Tor | 09276178 |
|                                         | Wohnhaus | Weifaer Straße 2 (Karte)                                        | 1850                                                   | Obergeschoss Fachwerk verbrettert, Giebel verschiefert, baugeschichtlich von Bedeutung, zweigeschossig, Frackdach | 09276180 |
|                                         | Wohnhaus | Weifaer Straße 3 (Karte)                                        | 1849                                                   | Ohne angebaute Scheune, Obergeschoss Fachwerk verkleidet, baugeschichtlich von Bedeutung, Obergeschoss und Giebel verkleidet, Krüppelwalmdach | 09276182 |
| Direkt Bild zu diesem Denkmal hochladen | Wohnhaus | Weifaer Straße 5 (Karte)                                        | 1791                                                   | Obergeschoss Fachwerk verschiefert, baugeschichtlich von Bedeutung, Obergeschoss und Giebel verschiefert, Erdgeschoss profilierte Fenstergewände | 09276157 |
| Weitere Bilder                          | Wesenitzmühle; Mühlenanwesen mit Wohnhaus (Umgebinde) und Auszüglerhaus                                                                   | Wesenitzweg 2 (Karte)                                           | Bezeichnet mit 1836                                    | Beide Gebäude Obergeschoss Fachwerk verkleidet, baugeschichtlich und ortsgeschichtlich von Bedeutung, Obergeschoss und Giebel an beiden Gebäuden verschiefert, Wohnhaus Krüppelwalmdach | 09276158 |

## Ringenhain
| Bild                                    | Bezeichnung                                                                                            | Lage                                                           | Datierung                                                                       | Beschreibung | ID       |
| --------------------------------------- | --- | -------------------------------------------------------------- | ------------------------------------------------------------------------------- | --- | -------- |
| Weitere Bilder                          | Wohnhaus (Umgebinde)                                                                                   | Am Gemeindeamt 2 (Karte)                                       | 1. Hälfte 19. Jahrhundert                                                       | Obergeschoss Fachwerk verschiefert, baugeschichtlich von Bedeutung, Obergeschoss und Giebel verschiefert, ursprünglich falsch erfasst unter Dresdener Straße 2, Flst. 158a | 09289158 |
|                                         | Bogenbrücke über die Wesenitz                                                                          | Dresdener Straße (gegenüber dem ehemaligen Erbgericht) (Karte) | 19. Jahrhundert                                                                 | Baugeschichtlich von Bedeutung, Granit, Granitplatten als Geländer | 09289181 |
| Weitere Bilder                          | Fabrikantenvilla mit Einfriedung                                                                       | Dresdener Straße 1 (Karte)                                     | Um 1910                                                                         | Putzbau im traditionalistischen Stil, mit Walmdach, baugeschichtlich von Bedeutung, zugehöriges Produktionsgebäude der ehemaligen Leinenweberei siehe unter Industriegelände 2, Erker und Eingangsbereich mit Kupferdach | 09289145 |
| Weitere Bilder                          | Wohnstallhaus (Umgebinde) und Seitengebäude eines Winkelhofes                                          | Dresdener Straße 3 (Karte)                                     | Bezeichnet mit 1813                                                             | Wohnstallhaus Obergeschoss Fachwerk verschiefert, Seitengebäude verbrettert, baugeschichtlich und wirtschaftsgeschichtlich von Bedeutung, Giebel mit Schieferbandornament, Umgebindeständer profiliert, Stall mit Gewölbe | 09289157 |
|                                         | Wohnhaus                                                                                               | Dresdener Straße 4 (Karte)                                     | Anfang 19. Jahrhundert                                                          | Obergeschoss Fachwerk, zum Teil verschiefert, baugeschichtlich von Bedeutung, Giebel verbrettert | 09289162 |
| Weitere Bilder                          | Feuerwehrhaus                                                                                          | Dresdener Straße 5 (Karte)                                     | Um 1920                                                                         | Putzbau mit seitlichem Turm und Turmuhr, baugeschichtlich und ortsgeschichtlich von Bedeutung. Mit Turmaufsatz und Turmuhr (verschiefert), 1991 renoviert (Wetterfahne). | 09289164 |
|                                         | Ehemaliges Erbgericht; Gasthof und dahinter liegender Granittrog                                       | Dresdener Straße 9 (Karte)                                     | 1851 (Gasthof); bezeichnet mit 1821 (Wassertrog)                                | Lang gestreckter Putzbau mit flachem Mittelrisalit und Drempel, baugeschichtlich und ortsgeschichtlich von Bedeutung. Zweigeschossig mit Drempel, Stockgesims, Krüppelwalmdach, die Gaststätte wurde 1971 geschlossen. | 09289163 |
|                                         | Wohnhaus                                                                                               | Dresdener Straße 21 (Karte)                                    | 1. Hälfte 19. Jahrhundert                                                       | Obergeschoss Fachwerk verbrettert, baugeschichtlich von Bedeutung | 09289161 |
| Weitere Bilder                          | Huste-Mühle; Wohnhaus einer ehemaligen Mühle                                                           | Dresdener Straße 24 (Karte)                                    | 2. Hälfte 19. Jahrhundert, Kern von 1816                                        | Repräsentativer Putzbau mit reicher Putzgliederung und übergiebeltem Mittelrisalit, baugeschichtlich und ortsgeschichtlich von Bedeutung, Mittelrisalit mit Dreiecksgiebel, Drempel, Kern von 1816 (Bezeichnung auf Türsturz am rückwärtigen Eingang) | 09289176 |
| Weitere Bilder                          | Verwaltungsgebäude, drei Produktionsgebäude, Schornstein und westliches Eingangstor einer Fabrikanlage | Dresdener Straße 25 (Karte)                                    | Um 1868 und spätere Erweiterungen (Fabrikgebäude); um 1868 (Verwaltungsgebäude) | Baugeschichtlich und ortsgeschichtlich von Bedeutung. Verwaltungsgebäude mit angeschlossenem Produktionsgebäude an der Dresdener Straße: aufwändige Fassade, rustizierte Sockelzone, Fensterbedachungen im ersten Obergeschoss, Bekrönung durch Blendgiebel, Rundbogenfries, zwei originale Türen zur Hofseite, zwei originale Türen zur Straße. Produktionsgebäude mit hohen, vielfach gesprossten Industriefenstern, Lisenengliederung, gusseiserne Säulen im Erdgeschoss. Schornstein: quadratischer Sockel, runder Schlot aus Klinkern, schmiedeeisernes Tor. | 09289180 |
| Weitere Bilder                          | Wohnhaus (Umgebinde)                                                                                   | Dresdener Straße 25 (Karte)                                    | 1. Hälfte 19. Jahrhundert                                                       | Obergeschoss Fachwerk verbrettert, baugeschichtlich von Bedeutung, Obergeschoss und Giebel verbrettert, anderer Giebel verschiefert | 09289159 |
| Weitere Bilder                          | Denkmal für die Gefallenen des Ersten Weltkrieges                                                      | Dresdener Straße 26 (neben) (Karte)                            | Nach 1918                                                                       | Ortsgeschichtlich von Bedeutung, Inschrift: „Die Toten mahnen uns“, „Treu bis in den Tod“, Granit | 09289174 |
| Direkt Bild zu diesem Denkmal hochladen | Villa mit Einfriedung, heute Kindergarten                                                              | Dresdener Straße 27 (Karte)                                    | Um 1900                                                                         | Kindergarten seit 1947, historistischer Putzbau, baugeschichtlich von Bedeutung, originale Tür und farbiges Glas, Erker mit Festons, Jugendstilfenster | 09289179 |
| Weitere Bilder                          | Wohnhaus und Scheune                                                                                   | Dresdener Straße 28 (Karte)                                    | Bezeichnet mit 1852                                                             | Wohnhaus Obergeschoss Fachwerk verschiefert, baugeschichtlich und wirtschaftsgeschichtlich von Bedeutung, Obergeschoss und Giebel verschiefert, Drillingsfenster im Giebel mit Sprossung | 09289173 |
|                                         | Wohnhaus (Umgebinde)                                                                                   | Dresdener Straße 29 (vor Dresdener Straße 31) (Karte)          | Bezeichnet mit 1862 (Türsturz)                                                  | Obergeschoss Fachwerk verschiefert, baugeschichtlich von Bedeutung, im Türsturz Datierung, Obergeschoss und Giebel verschiefert (zweifarbig) | 09289178 |
| Weitere Bilder                          | Wohnhaus                                                                                               | Dresdener Straße 32 (Karte)                                    | 1. Drittel 19. Jahrhundert                                                      | Obergeschoss Fachwerk verschiefert, baugeschichtlich von Bedeutung, Obergeschoss und Giebel verschiefert | 09289166 |
| Weitere Bilder                          | Grenzstein                                                                                             | hinter Dresdener Straße 32 (Ecke Hainweg) (Karte)              | Bezeichnet mit 1770                                                             | Ortsgeschichtlich von Bedeutung, Granit, Grenze zwischen Meißner Anteil (Kursachsen) und Lausitzer Anteil (Böhmen), ca. 1 m vom ehemaligen Standort in den 1980er Jahren wieder aufgestellt, der erste Grenzvertrag stammt aus dem Jahr 1241 | 09289167 |
| Weitere Bilder                          | Mord- und Sühnekreuz                                                                                   | hinter Dresdener Straße 32 (Ecke Hainweg) (Karte)              | 1869, vermutlich älter                                                          | Granitkreuz mit eingeritztem Werkzeug, ortsgeschichtlich von Bedeutung. | 09303899 |
| Weitere Bilder                          | Wohnhaus                                                                                               | Dresdener Straße 37 (Karte)                                    | Um 1890                                                                         | Gründerzeitlicher Putzbau mit Drempel und zwei großen Toreinfahrten, baugeschichtlich von Bedeutung. Links Treppenaufgang zum Eingang, dessen oberer Abschluss seitlich von zwei Kugeln bekrönt wird, zwei Toreinfahrten, zwei Eingänge im Erdgeschoss, Drempel. | 09289175 |
| Weitere Bilder                          | Wohnhaus mit Ladenanbau                                                                                | Dresdener Straße 41 (Karte)                                    | Bezeichnet mit 1905                                                             | Repräsentativer Putzbau mit Putzgliederung und Freigespärre im Giebel, baugeschichtlich von Bedeutung, Mittelrisalit, Zwerchhaus, mit weitem Dachüberstand, dekorative Fensterrahmungen | 09289172 |
| Weitere Bilder                          | Wohnhaus mit Laden                                                                                     | Dresdener Straße 45 (Karte)                                    | Um 1890                                                                         | Mit Laden, gründerzeitlicher Putzbau, baugeschichtlich von Bedeutung, dekorative Fenstereinrahmung, Zwerchhaus mit Dreiecksgiebel | 09289171 |
| Weitere Bilder                          | Wohnhaus (Umgebinde), Scheune und Granittrog                                                           | Dresdener Straße 47 (Karte)                                    | Bezeichnet mit 1837                                                             | Wohnhaus Obergeschoss Fachwerk, Giebel verschiefert, Scheune verbretterte Holzkonstruktion, baugeschichtlich und wirtschaftsgeschichtlich von Bedeutung, profilierte Umgebindeständer, Tür mit Korbbogenabschluss, Giebel verschiefert, Fledermausgaupen | 09289165 |
| Weitere Bilder                          | Wohnhaus (Umgebinde)                                                                                   | Dresdener Straße 53 (Karte)                                    | 4. Viertel 19. Jahrhundert                                                      | An der Giebelseite noch Umgebinde, Obergeschoss Fachwerk verputzt, baugeschichtlich von Bedeutung, Giebel verschiefert | 09289169 |
| Weitere Bilder                          | Wohnhaus in offener Bebauung                                                                           | Dresdener Straße 55 (Karte)                                    | 1. Hälfte 19. Jahrhundert                                                       | Eingeschossig, Satteldach mit Schleppgaupe, baugeschichtlich von Bedeutung, mit Oberstube (verbrettert), eingeschossig | 09289170 |
| Weitere Bilder                          | Türgewände und originale Haustür                                                                       | Hainweg 1 (Karte)                                              | Bezeichnet mit 1826                                                             | Vom Haus nur noch Erdgeschoss vorhanden, Nutzung als Schuppen, handwerklich-künstlerisch von Bedeutung, Granitgewände | 09289190 |
| Weitere Bilder                          | Produktionsgebäude einer ehemaligen Leinenweberei                                                      | Industriegelände 2 (Karte)                                     | 1885                                                                            | Lang gestreckter Putzbau mit Satteldach und Drempel, baugeschichtlich und ortsgeschichtlich von Bedeutung, zugehörige Fabrikantenvilla siehe unter Dresdener Straße 1. Weberei dreigeschossig mit Drempel, ursprünglich in diesem Dokument aufgeführtes villenartiges Wohnhaus wurde doppelt erfasst, siehe Fabrikantenvilla Dresdener Straße 1. | 09289146 |
| Weitere Bilder                          | Wohnhaus (Umgebinde) mit Vorlaube und integriertem Wirtschaftsteil                                     | Talweg 2 (Karte)                                               | 1. Hälfte 19. Jahrhundert                                                       | Eingeschossig mit mittiger massiv untersetzter Vorlaube, baugeschichtlich und sozialgeschichtlich von Bedeutung, Anbau mit Fachwerkdrempel (Lehmausfachung), DDR-Liste | 09289147 |
|                                         | Wohnhaus (Umgebinde)                                                                                   | Wesenitzweg 4 (Karte)                                          | 18. Jahrhundert                                                                 | Eingeschossig, mit vorkragendem Zwerchhaus, baugeschichtlich und sozialgeschichtlich von Bedeutung, steiles Dach und große Oberstube, Giebel verbrettert, Umgebindeständer profiliert | 09289156 |
| Weitere Bilder                          | Wohnhaus (Umgebinde)                                                                                   | Wesenitzweg 10 (Karte)                                         | 18. Jahrhundert                                                                 | Eingeschossig, mit vorkragendem Zwerchhaus, baugeschichtlich und sozialgeschichtlich von Bedeutung, steiles Dach, und große Oberstube, Giebel verbrettert | 09289155 |
|                                         | Wohnhaus (Umgebinde) ohne hinteren Anbau                                                               | Wesenitzweg 13 (Karte)                                         | 2. Hälfte 19. Jahrhundert                                                       | Ohne hinteren Anbau, Obergeschoss Fachwerk, baugeschichtlich von Bedeutung, Zwerchhaus | 09289153 |
|                                         | Wohnhaus (Umgebinde) mit eingeschossigem Umgebinde-Anbau                                               | Wesenitzweg 14 (Karte)                                         | 2. Hälfte 19. Jahrhundert                                                       | Obergeschoss Fachwerk, baugeschichtlich von Bedeutung, Schieferdach | 09289154 |
|                                         | Wohnhaus (Umgebinde) ohne seitlichen Anbau                                                             | Wesenitzweg 18 (Karte)                                         | 2. Hälfte 19. Jahrhundert                                                       | Ohne seitlichen Anbau, Obergeschoss Fachwerk verschiefert, baugeschichtlich von Bedeutung | 09289186 |
|                                         | Wohnhaus (Umgebinde) mit Vorlaube                                                                      | Wesenitzweg 19 (Karte)                                         | 1. Hälfte 19. Jahrhundert                                                       | Eingeschossig mit mittiger massiv untersetzter Vorlaube, baugeschichtlich und sozialgeschichtlich von Bedeutung | 09289182 |
| Weitere Bilder                          | Wohnhaus über winkligem Grundriss                                                                      | Wesenitzweg 28 (Karte)                                         | 2. Hälfte 19. Jahrhundert                                                       | Obergeschoss Fachwerk verschiefert, baugeschichtlich von Bedeutung, über rechtwinkeligem Grundriss, Obergeschoss und Giebel verschiefert | 09289184 |
|                                         | Wohnhaus (Umgebinde)                                                                                   | Wesenitzweg 31 (Karte)                                         | 1. Hälfte 19. Jahrhundert                                                       | Ohne nordwestlichen Anbau, eingeschossig, Giebel verschiefert, baugeschichtlich von Bedeutung, Krüppelwalmdach | 09289177 |
| Weitere Bilder                          | Wohnhaus (Umgebinde)                                                                                   | Wesenitzweg 33 (Karte)                                         | 1. Hälfte 19. Jahrhundert                                                       | Eingeschossig mit späterem Dachausbau, baugeschichtlich von Bedeutung, Schieferdach | 09289189 |
| Weitere Bilder                          | Wohnstallhaus                                                                                          | Wesenitzweg 44 (Karte)                                         | 2. Hälfte 19. Jahrhundert                                                       | Obergeschoss Fachwerk verschiefert (Ornament), baugeschichtlich von Bedeutung | 09289168 |
|                                         | Wohnhaus (Umgebinde)                                                                                   | Wiesenstraße 1 (Karte)                                         | 1. Hälfte 19. Jahrhundert                                                       | Eingeschossig, baugeschichtlich von Bedeutung, verbrettert | 09289149 |
|                                         | Wohnhaus (Umgebinde)                                                                                   | Wiesenstraße 12 (Karte)                                        | Bezeichnet mit 1806                                                             | Obergeschoss Fachwerk verputzt, Giebel verschiefert, baugeschichtlich von Bedeutung | 09289150 |
|                                         | Wohnstallhaus und Granittrog                                                                           | Wiesenstraße 16 (Karte)                                        | 1. Hälfte 19. Jahrhundert                                                       | Wohnstallhaus ohne späteren Anbau, Obergeschoss Fachwerk verschiefert, baugeschichtlich von Bedeutung, Obergeschoss und Giebel verbrettert | 09289151 |
|                                         | Wohnhaus und Granittrog sowie Viehtränke im Garten                                                     | Wiesenstraße 18 (Karte)                                        | 2. Hälfte 19. Jahrhundert                                                       | Obergeschoss Fachwerk verschiefert, baugeschichtlich von Bedeutung, Obergeschoss und Giebel verschiefert (Schieferbildwand) | 09289152 |
| Weitere Bilder                          | Granitwassertrog                                                                                       | Wiesenstraße 18 (bei) (Karte)                                  | Bezeichnet mit 1848                                                             | Baugeschichtlich von Bedeutung, großformatiger, längsrechteckiger Steintrog, an Schmalseite bezeichnet, großformatiger, längsrechteckiger Steintrog, an Schmalseite bezeichnet mit „1848 M.“ | 09304696 |

## Weifa
| Bild                                    | Bezeichnung                                                                                 | Lage                                    | Datierung                                          | Beschreibung | ID       |
| --------------------------------------- | ------------------------------------------------------------------------------------------- | --------------------------------------- | -------------------------------------------------- | --- | -------- |
|                                         | Denkmalschutzgebiet Ortslage Weifa (Vorschlag)                                              | (Karte)                                 |                                                    | Denkmalschutzgebiet Ortslage Weifa | 09300879 |
| Direkt Bild zu diesem Denkmal hochladen | Wohnstallhaus (Umgebinde)                                                                   | Am Hang 1 (Karte)                       | Um 1800                                            | Obergeschoss Fachwerk, zum Ensemble der Umgebindehäuser am Hang gehörig, baugeschichtlich und sozialgeschichtlich von Bedeutung, Obergeschoss und Giebel verschiefert (Ornament), originale Fenster, einfache Ausbildung der Umgebindestützen, Sandsteingewände | 09289380 |
| Direkt Bild zu diesem Denkmal hochladen | Wohnstallhaus (Umgebinde)                                                                   | Am Hang 2 (Karte)                       | 2. Hälfte 19. Jahrhundert                          | Eingeschossig, zum Ensemble der Umgebindehäuser am Hang gehörig, baugeschichtlich und sozialgeschichtlich von Bedeutung, große Schleppgaupe, Giebel verschiefert | 09289379 |
| Direkt Bild zu diesem Denkmal hochladen | Wohnstallhaus                                                                               | Am Hang 4 (Karte)                       | 2. Hälfte 19. Jahrhundert                          | Obergeschoss Fachwerk verschiefert, baugeschichtlich und straßenbildprägend von Bedeutung, zweigeschossig, Obergeschoss und Giebel verschiefert (Ornament), Zwerchhaus | 09289382 |
| Direkt Bild zu diesem Denkmal hochladen | Wohnstallhaus (Umgebinde)                                                                   | Am Hang 5 (Karte)                       | Um 1800                                            | Obergeschoss Fachwerk verschiefert, baugeschichtlich und sozialgeschichtlich von Bedeutung, Obergeschoss und Giebel verschiefert (Ornament), Korbbogenportal mit Schlussstein, profilierte Umgebindesäulen | 09289381 |
| Direkt Bild zu diesem Denkmal hochladen | Wohnstallhaus                                                                               | Am Hang 7 (Karte)                       | 1. Hälfte 19. Jahrhundert                          | Obergeschoss Fachwerk, ortsbildtypisch, baugeschichtlich von Bedeutung, Obergeschoss und Giebel Fachwerk, verschiefert, großer Giebel, Erdgeschoss durch Einbau großer Fenster verändert, Obergeschoss desgleichen geringfügig verändert | 09253215 |
| Direkt Bild zu diesem Denkmal hochladen | Wohnstallhaus (Umgebinde)                                                                   | Am Hang 8 (Karte)                       | 1. Hälfte 19. Jahrhundert                          | Eingeschossig, ortsbildprägend, baugeschichtlich von Bedeutung, Umgebindestube verschalt, Giebel-Fachwerk geschädigt durch große Fenster, ansonsten zum Teil verändert | 09253220 |
| Direkt Bild zu diesem Denkmal hochladen | Wegestein                                                                                   | Hauptstraße (Ecke Lindenstraße) (Karte) | 19. Jahrhundert                                    | Verkehrshistorisch von Bedeutung, Sandsteinstele mit flachpyramidalem Abschluss, Schrifttafeln an den Seitenflächen durch umlaufende Einkerbungen voneinander unterteilt | 09289340 |
|                                         | Wohnstallhaus (Umgebinde) mit Sonnenuhr, Scheune und Handschwengelpumpe eines Zweiseithofes | Hauptstraße 6 (Karte)                   | 1. Hälfte 19. Jahrhundert                          | Wohnstallhaus Obergeschoss Fachwerk, in großem Maße original erhalten, baugeschichtlich und sozialgeschichtlich von Bedeutung, Obergeschoss Fachwerk verbrettert, Giebel verschiefert, Hechtgaupe, Schieferrautendeckung, Scheune Feldstein, Giebel verschiefert | 09289339 |
|                                         | Wohnstallhaus (Umgebinde)                                                                   | Hauptstraße 8 (Karte)                   | 1. Hälfte 19. Jahrhundert                          | Obergeschoss Fachwerk verkleidet, baugeschichtlich und sozialgeschichtlich von Bedeutung, Fachwerk im Obergeschoss verschiefert, Giebelseite verbrettert, Tür original, Fenster im Erdgeschoss mit Sandsteingewände (im massivem Teil), Fenster Originalgröße | 09289336 |
|                                         | Wohnhaus                                                                                    | Hauptstraße 11 (Karte)                  | Nach 1900                                          | Obergeschoss Fachwerk, zentrale Ortslage, baugeschichtlich und sozialgeschichtlich von Bedeutung, zweigeschossig, Obergeschoss und Giebel verbrettert, Krüppelwalmdach mit Fledermausgaupen, Mittelrisalit (Zwerchhaus), viele originale Fenster, rückseitiges Zwerchhaus, im Giebel verschiefert | 09289342 |
| Direkt Bild zu diesem Denkmal hochladen | Wohnstallhaus (Umgebinde)                                                                   | Hauptstraße 15, 15a (Karte)             | Bezeichnet mit 1855                                | Obergeschoss Fachwerk, teils verschiefert, teils verbrettert, baugeschichtlich und sozialgeschichtlich von Bedeutung, Obergeschoss Fachwerk, verbrettert am Giebel und ornamental verschiefert an der Längsseite, zwei große Hechtgaupen, Umgebindestützen ornamentiert, Fenster Originalgröße, Sprossen, Türstock Granit, Dachziegel mit Jahreszahl 1860                                                             | 09289343 |
| Direkt Bild zu diesem Denkmal hochladen | Wohnstallhaus (Umgebinde)                                                                   | Hauptstraße 17 (Karte)                  | 1. Hälfte 19. Jahrhundert                          | Obergeschoss Fachwerk verschiefert, straßenbildprägend, baugeschichtlich und sozialgeschichtlich von Bedeutung | 09289344 |
| Direkt Bild zu diesem Denkmal hochladen | Gaststätte Zur Oberlausitz; Wohnstallhaus (Umgebinde)                                       | Hauptstraße 25 (Karte)                  | Mitte 19. Jahrhundert                              | Obergeschoss Fachwerk verschiefert und ornamentiert, baugeschichtlich und sozialgeschichtlich von Bedeutung, ohne hinteren Anbau | 09289345 |
| Direkt Bild zu diesem Denkmal hochladen | Wohnstallhaus (Umgebinde)                                                                   | Hauptstraße 29 (Karte)                  | Bezeichnet mit 1856                                | Obergeschoss Fachwerk verschiefert, baugeschichtlich und sozialgeschichtlich von Bedeutung, Fenster Originalgröße, großteils alte Sprossenfenster | 09289346 |
| Direkt Bild zu diesem Denkmal hochladen | Wohnstallhaus (Umgebinde) und Scheune eines Zweiseithofes                                   | Hauptstraße 32 (Karte)                  | Bezeichnet mit 1775                                | Obergeschoss Fachwerk verschiefert, eines der ältesten Häuser Weifas, baugeschichtlich, sozialgeschichtlich und landschaftsgestaltend von Bedeutung, Obergeschoss und Giebel verschiefert (Ornament), Tür mit Korbbogenabschluss, unterschiedliche Abstände der Umgebindesäulen, Scheune am Giebel verschiefert (Ornament), sonst verbrettert                                                                         | 09289351 |
| Direkt Bild zu diesem Denkmal hochladen | Umgebindeteil eines Wohnhauses                                                              | Hauptstraße 39 (Karte)                  | Mitte 19. Jahrhundert                              | Obergeschoss Fachwerk verschiefert, baugeschichtlich von Bedeutung, Schieferornament, schiefergedeckt | 09289347 |
| Direkt Bild zu diesem Denkmal hochladen | Wohnhaus (Umgebinde)                                                                        | Hauptstraße 57 (Karte)                  | Ende 19. Jahrhundert                               | Obergeschoss Fachwerk ornamental verschiefert, ortsbildtypisch, baugeschichtlich von Bedeutung, Umgebinde links 3/4 Joche, Blockstube verschalt, außerhalb des Umgebindeteils stark verändert | 09253216 |
| Direkt Bild zu diesem Denkmal hochladen | Wohnstallhaus (Umgebinde)                                                                   | Hauptstraße 69 (Karte)                  | Bezeichnet mit 1814                                | Obergeschoss Fachwerk verbrettert, am Ortseingang gelegen, baugeschichtlich von Bedeutung, Obergeschoss und Giebel verbrettert, unregelmäßiger Abstand der Umgebindestützen, Fenster original erhalten | 09289350 |
| Direkt Bild zu diesem Denkmal hochladen | Wohnhaus (Umgebinde)                                                                        | Hauptstraße 71 (Karte)                  | 2. Hälfte 19. Jahrhundert                          | Eingeschossig, baugeschichtlich von Bedeutung, Giebel verbrettert, Zwerchhaus verschiefert | 09289349 |
| Direkt Bild zu diesem Denkmal hochladen | Wohnstallhaus (Umgebinde)                                                                   | Kammweg 21 (Karte)                      | Mitte 19. Jahrhundert                              | Ohne Anbau, Obergeschoss Fachwerk zum Teil verschiefert, baugeschichtlich von Bedeutung, Obergeschoss an der Traufseite verschiefert, am Giebel Fachwerk sichtbar, Hechtgaupe | 09289374 |
|                                         | Wohnstallhaus (Umgebinde)                                                                   | Lindenstraße 3 (Karte)                  | 1. Hälfte 19. Jahrhundert                          | Obergeschoss Fachwerk verbrettert, baugeschichtlich von Bedeutung, Stützen ornamentiert, Fenster Originalgröße | 09289352 |
| Direkt Bild zu diesem Denkmal hochladen | Wohnstallhaus (Umgebinde)                                                                   | Lindenstraße 4 (Karte)                  | 1. Hälfte 19. Jahrhundert                          | Obergeschoss Fachwerk verschiefert, baugeschichtlich von Bedeutung, Giebel verschiefert, Ostseite Sichtfachwerk, große Hechtgaupe, zweiriegeliges Fachwerk | 09289358 |
| Direkt Bild zu diesem Denkmal hochladen | Wohnstallhaus (Umgebinde)                                                                   | Lindenstraße 5 (Karte)                  | 2. Hälfte 19. Jahrhundert                          | Obergeschoss Fachwerk verbrettert, Giebelseiten verschiefert, baugeschichtlich von Bedeutung, aufwendiges Schieferornament | 09289353 |
| Direkt Bild zu diesem Denkmal hochladen | Steinkreuz                                                                                  | Lindenstraße 5 (gegenüber) (Karte)      | 15.–17. Jahrhundert                                | Ortsgeschichtlich von Bedeutung, Malteserform, Sandstein | 09289354 |
| Direkt Bild zu diesem Denkmal hochladen | Wohnstallhaus (Umgebinde)                                                                   | Lindenstraße 6 (Karte)                  | 1. Hälfte 19. Jahrhundert                          | Obergeschoss Fachwerk verschiefert, baugeschichtlich und sozialgeschichtlich von Bedeutung, Obergeschoss Fachwerk, verschiefert, Fenster zum Teil Originalgröße, alte Umgebindekonstruktion (Stütze – Träger ohne Knagge) | 09289357 |
| Direkt Bild zu diesem Denkmal hochladen | Wohnhaus (Umgebinde)                                                                        | Lindenstraße 7 (Karte)                  | 1. Hälfte 18. Jahrhundert                          | Eingeschossig, baugeschichtlich, sozialgeschichtlich und hausgeschichtlich von Bedeutung, Stützen und Blockstube verschalt, große Jochweite, Umgebinde links 2/4/- Joche, gedrungener Dachstuhl, Oberlaube über Eingang, große Teile des Hauses gravierend verändert | 09253217 |
| Direkt Bild zu diesem Denkmal hochladen | Wohnstallhaus (Umgebinde)                                                                   | Lindenstraße 8 (Karte)                  | Bezeichnet mit 1828; Kern möglicherweise älter     | Obergeschoss Fachwerk verschiefert (zum Teil ornamental), baugeschichtlich und sozialgeschichtlich von Bedeutung, Fenster Originalgröße, zum Teil noch Sprossen, ein großer Segmentbogen im Umgebinde | 09289356 |
| Direkt Bild zu diesem Denkmal hochladen | Wohnstallhaus (Umgebinde)                                                                   | Lindenstraße 9 (Karte)                  | 1. Hälfte 19. Jahrhundert                          | Baugeschichtlich und sozialgeschichtlich von Bedeutung, Obergeschoss Fachwerk, aufwendig verbrettert an der Giebelseite, an den Längsseiten verschiefert, ornamentale Fassung der Umgebindekonstruktion, Fenster Originalgröße | 09289355 |
| Direkt Bild zu diesem Denkmal hochladen | Wohnstallhaus (Umgebinde) und winklige Scheune eines Zweiseithofes                          | Lindenstraße 10 (Karte)                 | Bezeichnet mit 1877                                | Wohnstallhaus Obergeschoss Fachwerk verschiefert, reich ornamentiert, straßenbildprägend, baugeschichtlich von Bedeutung, im Giebel bezeichnet mit „1877, C. Beutzer“ | 09289359 |
| Direkt Bild zu diesem Denkmal hochladen | Wohnstallhaus (Umgebinde)                                                                   | Lindenstraße 16 (Karte)                 | 2. Hälfte 19. Jahrhundert                          | Obergeschoss Fachwerk verschiefert, Giebel verbrettert, straßenbildprägend, baugeschichtlich von Bedeutung, doppelte Eckstützen, Fenster zur Straßenseite in ursprünglichen Maßen | 09289360 |
| Direkt Bild zu diesem Denkmal hochladen | Wohnstallhaus (Umgebinde)                                                                   | Lindenstraße 17 (Karte)                 | 1. Hälfte 19. Jahrhundert                          | Obergeschoss Fachwerk, straßenbildprägend, baugeschichtlich und sozialgeschichtlich von Bedeutung, Giebel verschiefert, Fachwerk an der Traufseite sichtbar, asymmetrisches Satteldach | 09289361 |
| Direkt Bild zu diesem Denkmal hochladen | Wohnstallhaus                                                                               | Lindenstraße 22 (Karte)                 | 1. Hälfte 19. Jahrhundert                          | Obergeschoss Fachwerk verschiefert, in Art eines Umgebindehauses, baugeschichtlich von Bedeutung, Obergeschoss und Giebel verschiefert, Stallseite mit zwei größeren Fenstern umgebaut | 09289362 |
| Direkt Bild zu diesem Denkmal hochladen | Wohnstallhaus, Scheune und Seitengebäude eines Dreiseithofes                                | Lindenstraße 26 (Karte)                 | 1. Hälfte 19. Jahrhundert                          | Wohnstallhaus Obergeschoss Fachwerk verbrettert, Giebel verschiefert, einer der wenigen in seiner ursprünglichen Form erhaltenen Dreiseithöfe, baugeschichtlich und wirtschaftsgeschichtlich von Bedeutung, Wohnstallhaus: Obergeschoss nach Südosten verbrettert, sonst verschiefert, Sockel des Stalles Feldstein                                                                                                   | 09289363 |
| Direkt Bild zu diesem Denkmal hochladen | Wohnstallhaus (Umgebinde) und Scheune eines Zweiseithofes                                   | Lindenstraße 28 (Karte)                 | 2. Drittel 19. Jahrhundert                         | Wohnstallhaus Obergeschoss Fachwerk verschiefert, baugeschichtlich und sozialgeschichtlich von Bedeutung, Obergeschoss des Wohnstallhauses ornamental verschiefert, Fensterflügel mit Kompositkapitell-Leiste, über den Fenstern im Erdgeschoss Blendzierleisten, Scheune weitgehend im ursprünglichen Zustand, Hechtgaupe                                                                                            | 09289365 |
| Direkt Bild zu diesem Denkmal hochladen | Wohnhaus in offener Bebauung                                                                | Lindenstraße 30 (Karte)                 | 2. Hälfte 19. Jahrhundert                          | Singularität im Ort, baugeschichtlich von Bedeutung, Zwerchhaus im Giebel verbrettert, Eckrustika, ornamental aufwendiges Türhäuschen | 09289364 |
|                                         | Wohnstallhaus (Umgebinde)                                                                   | Pestalozzistraße 6 (Karte)              | Bezeichnet mit 1809                                | Obergeschoss Fachwerk verbrettert, baugeschichtlich und sozialgeschichtlich von Bedeutung, Giebelnordseite verschiefert (Ornament), Giebelsüdseite verbrettert, Krüppelwalmdach | 09289335 |
|                                         | Wohnstallhaus (Umgebinde)                                                                   | Pestalozzistraße 7 (Karte)              | 1. Hälfte 19. Jahrhundert                          | Obergeschoss Sichtfachwerk verbrettert, ortsbildprägend, baugeschichtlich und sozialgeschichtlich von Bedeutung, Umgebindestützen profiliert, beide Giebel verschiefert (Ornament) | 09289383 |
|                                         | Wohnstallhaus                                                                               | Pestalozzistraße 10 (Karte)             | 1. Hälfte 19. Jahrhundert                          | Obergeschoss Fachwerk, verbrettert, Situation Platz und Teich mitbestimmend, baugeschichtlich von Bedeutung, Satteldach mit Biberschwanzdeckung, originale Fenstergrößen | 09289333 |
| Weitere Bilder                          | Jubilo-Säule; Reformationsgedenkstein                                                       | Pestalozzistraße 14 (neben) (Karte)     | Bezeichnet mit 1817                                | Ortsgeschichtlich von Bedeutung, Granitgedenkstein 300. Jahrestag Reformation/Thesenanschlag, stand früher an anderer Stelle (Dahrener Berg), bis 2002 stand er irrtümlich unter „Pestalozzistraße 4 (daneben)“ in der Denkmalliste | 09289337 |
| Direkt Bild zu diesem Denkmal hochladen | Wohnhaus (Umgebinde)                                                                        | Pestalozzistraße 14a (Karte)            | Um 1910                                            | Eingeschossig, baugeschichtlich von Bedeutung, Umgebinde-Stützen profiliert, mit Kerbfries, Blockstube verschalt, Granit-Türgewände, schön gestaltete alte Haustür | 09253212 |
| Direkt Bild zu diesem Denkmal hochladen | Türstock mit Inschrift                                                                      | Pestalozzistraße 21 (Karte)             | Bezeichnet mit 1791                                | Zeugnis barocker Baukultur, baugeschichtlich von Bedeutung, „Alles ist an Gottes Segen und an seiner Gnad gelegen“ (nur die Anfangsbuchstaben) | 09253214 |
|                                         | Villa im Umgebindestil mit Leuchter an der Hauswand und Granitbrunnen                       | Pestalozzistraße 25 (Karte)             | 1917 (Auskunft)                                    | Gelungenes Zitat der ländlichen Bauweise, singulär, Granit-Eingangsrisalit, kunstvoller schmiedeeiserner Drachenleuchter an der Hauswand | 09253213 |
|                                         | Wohnstallhaus (Umgebinde)                                                                   | Pestalozzistraße 27 (Karte)             | Mitte 19. Jahrhundert                              | Obergeschoss Fachwerk verschiefert, baugeschichtlich von Bedeutung, Giebel leicht ornamentiert, Satteldach Biberschwanzdeckung | 09289334 |
|                                         | Wohnstallhaus (Umgebinde) und Brunnen ohne Anbau im Winkel                                  | Wiesenstraße 4 (Karte)                  | Um 1900                                            | Ohne Anbau im Winkel, Obergeschoss Fachwerk verkleidet, baugeschichtlich von Bedeutung, Blockstube verschalt, mehrstufige Treppe zur Haustür, Brunnen, weitgehend unverändert | 09253218 |
|                                         | Wohnstallhaus (Umgebinde)                                                                   | Wiesenstraße 5 (Karte)                  | 1. Hälfte 19. Jahrhundert                          | Obergeschoss Fachwerk verschiefert, baugeschichtlich und sozialgeschichtlich von Bedeutung, Fensterrahmenornamentik (Zahnschnitt), Fenster original, über dem Eingangsbereich mit Zahnschnitt eingefasst, Stallfenster- und Türgewände aus Sandstein | 09289371 |
| Direkt Bild zu diesem Denkmal hochladen | Wohnstallhaus                                                                               | Wiesenstraße 10 (Karte)                 | 1. Drittel 19. Jahrhundert                         | Obergeschoss Fachwerk, baugeschichtlich und sozialgeschichtlich von Bedeutung, flaches Satteldach | 09289372 |
| Direkt Bild zu diesem Denkmal hochladen | Wohnstallhaus (Umgebinde) eines Dreiseithofes                                               | Wiesenstraße 14 (Karte)                 | Mitte 19. Jahrhundert                              | Obergeschoss Fachwerk, lokaltypisch, baugeschichtlich von Bedeutung, Giebel ornamental verschiefert, Sandsteingewände | 09289373 |
| Direkt Bild zu diesem Denkmal hochladen | Wohnstallhaus und Einfriedung                                                               | Wiesenstraße 40 (Karte)                 | Bezeichnet mit 1765                                | Obergeschoss Fachwerk verschiefert, straßenbildprägend, eines der ältesten Häuser von Weifa mit hausgeschichtlicher, baugeschichtlicher und sozialgeschichtlicher Bedeutung, Zierleisten zum Teil über den Fenstern, zum Teil Sandsteingewände | 09289375 |
| Direkt Bild zu diesem Denkmal hochladen | Wohnstallhaus (Umgebinde) mit Einfriedung                                                   | Wiesenstraße 42 (Karte)                 | 2. Hälfte 18. Jahrhundert                          | Obergeschoss Fachwerk verschiefert, eines der ältesten Häuser von Weifa mit hausgeschichtlicher, baugeschichtlicher und sozialgeschichtlicher Bedeutung, Obergeschoss und Giebel ornamental verschiefert | 09289376 |
|                                         | Wohnstallhaus (Umgebinde)                                                                   | Wiesenstraße 44 (Karte)                 | Um 1800                                            | Obergeschoss Fachwerk verschiefert, prägt die Wiesen-Randbebauung mit, baugeschichtlich und sozialgeschichtlich von Bedeutung, Umgebinde und Blockstube verschalt, Obergeschoss und Giebel Fachwerk, ornamental verschiefert, im Obergeschoss gravierende Eingriffe ins Fachwerk durch Einbau großer Fenster | 09253219 |
|                                         | Wohnstallhaus                                                                               | Wiesenstraße 48 (Karte)                 | Anfang 19. Jahrhundert                             | Obergeschoss Fachwerk, einziges Haus in Weifa mit geschweiften Fachwerkstreben, baugeschichtlich und sozialgeschichtlich von Bedeutung, Obergeschoss und Giebel Fachwerk, sichtbar, Dachhäuschen, relativ aufwendige Gestaltung | 09289377 |
| Direkt Bild zu diesem Denkmal hochladen | Umgebindeteil eines Wohnstallhauses                                                         | Wiesenstraße 50 (Karte)                 | Anfang 19. Jahrhundert                             | Obergeschoss Fachwerk verschiefert, straßenbildprägend, Teil der alten Ortsstruktur mit baugeschichtlicher Bedeutung, Obergeschoss und Giebel verschiefert, hinterer Teil zum Teil umgebaut | 09289378 |
|                                         | Gedenkstein Erster Weltkrieg                                                                | Wilthener Weg (Karte)                   | Nach 1918                                          | Ortsgeschichtlich von Bedeutung | 09289341 |
|                                         | Wohnstallhaus (Umgebinde)                                                                   | Wilthener Weg 15 (Karte)                | Bezeichnet mit 1808                                | Obergeschoss Fachwerk, aufwendig verbrettert, baugeschichtlich und sozialgeschichtlich von Bedeutung, Westseite verschiefert, Sandsteinportal, Fenster originale Größe | 09289370 |
| Direkt Bild zu diesem Denkmal hochladen | Wohnstallhaus mit integrierter Scheune                                                      | Wilthener Weg 16 (Karte)                | 2. Hälfte 19. Jahrhundert                          | Obergeschoss Fachwerk ornamental verschiefert, baugeschichtlich und sozialgeschichtlich von Bedeutung, Fenster im Obergeschoss weitgehend in Originalgröße | 09253221 |
|                                         | Wohnstallhaus (Umgebinde)                                                                   | Wilthener Weg 22 (Karte)                | Bezeichnet mit 1799                                | Obergeschoss Fachwerk verschiefert, baugeschichtlich und sozialgeschichtlich von Bedeutung. Originalfenster mit rotem Glateresit eingefasst, Feldsteinsockel, Sandsteingewände. Roter Kunstschiefer ist kunstharzgebundenes Glasfasermaterial. | 09289366 |
| Weitere Bilder                          | Schurigbaude                                                                                | Wilthener Weg 29 (Karte)                | wahrscheinlich 1912, möglicherweise auch nach 1918 | Touristikgeschichtlich und landschaftsgestaltend von Bedeutung, von hohem Erlebnis- und Erinnerungswert. Großer, über annähernd quadratischem Grundriss errichteter Bau, Obergeschoss verschiefert (darunter vermutlich kein Fachwerk, sondern Konzession an Heimatstil), mit mittigem, hohen und kompakten, ebenfalls verschieferten Turm. Baude stand bis 2002 irrtümlich unter „Weifaer Höhe“ in der Denkmalliste. | 09253498 |
| Direkt Bild zu diesem Denkmal hochladen | Wohnstallhaus (Umgebinde)                                                                   | Wilthener Weg 32 (Karte)                | Um 1850                                            | Obergeschoss Fachwerk verschiefert, Lage im Ensemble, baugeschichtlich von Bedeutung, originale Fenster, Giebel ornamentiert | 09289369 |
|                                         | Wohnstallhaus (Umgebinde) und Scheune eines Zweiseithofes                                   | Wilthener Weg 34 (Karte)                | 1. Hälfte 19. Jahrhundert                          | Beide Gebäude Obergeschoss Fachwerk, Scheune verbrettert, wichtige Lage im Ensemble, baugeschichtlich und sozialgeschichtlich von Bedeutung, Wohnhaus Obergeschoss Fachwerk, am Giebel verbrettert, originale Fenster | 09289368 |
|                                         | Wohnhaus (Umgebinde)                                                                        | Wilthener Weg 36 (Karte)                | Bezeichnet mit 1875                                | Obergeschoss Fachwerk verbrettert, baugeschichtlich von Bedeutung, Dachhecht | 09289367 |

## Streichungen von der Denkmalliste

### Streichungen von der Denkmalliste (Steinigtwolmsdorf)
| Bild                                    | Bezeichnung               | Lage                     | Datierung                 | Beschreibung | ID       |
| --------------------------------------- | ------------------------- | ------------------------ | ------------------------- | --- | -------- |
| Direkt Bild zu diesem Denkmal hochladen | Wohnstallhaus             | Forstweg 36 (Karte)      | 1799                      | Obergeschoss Fachwerk verkleidet, baugeschichtlich von Bedeutung; zwischen 2011 und 2013 abgerissen. Über rechtwinkligem Grundriss, Obergeschoss und Giebel verschiefert.         | 09276130 |
| Direkt Bild zu diesem Denkmal hochladen | Wohnstallhaus (Umgebinde) | Weifaer Straße 4 (Karte) | 2. Hälfte 19. Jahrhundert | Obergeschoss Fachwerk, Giebel verschiefert, baugeschichtlich von Bedeutung; nach 2014 von der Denkmalliste gestrichen. DDR-Liste, Giebel zur Straße verschiefert, Lehmausfachung. | 09289148 |

### Streichungen von der Denkmalliste (Weifa)
| Bild                                    | Bezeichnung                          | Lage                   | Datierung                      | Beschreibung | ID       |
| --------------------------------------- | ------------------------------------ | ---------------------- | ------------------------------ | --- | -------- |
| Direkt Bild zu diesem Denkmal hochladen | Wohnstallhaus und Handschwengelpumpe | Hauptstraße 3 (Karte)  | Um 1800                        | Obergeschoss Fachwerk, bau- und sozialgeschichtlich von Bedeutung, Obergeschoss Fachwerk, verbrettert, im Erdgeschoss vermutlich ursprüngliche Umgebindekonstruktion aufgemalt, Satteldach mit Biberschwanzdeckung, Fenster in originaler Größe, Windfang. Zwischen 2017 und 2024 aus der Denkmalliste gestrichen. | 09289338 |
| Direkt Bild zu diesem Denkmal hochladen | Ehemalige Schule                     | Hauptstraße 12 (Karte) | Bezeichnet mit 1840 (Türstock) | Ortskernprägende Lage, ortshistorisch von Bedeutung, zweigeschossiger Massivbau, schön gestaltete Haustür, Krüppelwalmdach mit Fledermausgaupen, späterer Ladeneinbau, Giebelfenster zugemauert, doppelte Biberschwanzdeckung. Zwischen 2017 und 2024 aus der Denkmalliste gestrichen.                             | 09253211 |
| Direkt Bild zu diesem Denkmal hochladen | Wohnstallhaus (Umgebinde)            | Hauptstraße 31 (Karte) | 2. Hälfte 19. Jahrhundert      | Obergeschoss Fachwerk verschiefert, ortstypisch, baugeschichtlich und sozialgeschichtlich von Bedeutung. 2019 abgerissen. | 09289348 |

## Tabellenlegende
- Bild: Bild des Kulturdenkmals, ggf. zusätzlich mit einem Link zu weiteren Fotos des Kulturdenkmals im Medienarchiv Wikimedia Commons. Wenn man auf das Kamerasymbol klickt, können Fotos zu Kulturdenkmalen aus dieser Liste hochgeladen werden:
- Bezeichnung: Denkmalgeschützte Objekte und ggf. Bauwerksname des Kulturdenkmals
- Lage: Straßenname und Hausnummer oder Flurstücknummer des Kulturdenkmals. Die Grundsortierung der Liste erfolgt nach dieser Adresse. Der Link (Karte) führt zu verschiedenen Kartendiensten mit der Position des Kulturdenkmals. Fehlt dieser Link, wurden die Koordinaten noch nicht eingetragen. Sind diese bekannt, können sie über ein Tool mit einer Kartenansicht einfach nachgetragen werden. In dieser Kartenansicht sind Kulturdenkmale ohne Koordinaten mit einem roten bzw. orangen Marker dargestellt und können durch Verschieben auf die richtige Position in der Karte mit Koordinaten versehen werden. Kulturdenkmale ohne Bild sind an einem blauen bzw. roten Marker erkennbar.
- Datierung: Baubeginn, Fertigstellung, Datum der Erstnennung oder grobe zeitliche Einordnung entsprechend des Eintrags in der sächsischen Denkmaldatenbank
- Beschreibung: Kurzcharakteristik des Kulturdenkmals entsprechend des Eintrags in der sächsischen Denkmaldatenbank, ggf. ergänzt durch die dort nur selten veröffentlichten Erfassungstexte oder zusätzliche Informationen
- ID: Vom Landesamt für Denkmalpflege Sachsen vergebene, das Kulturdenkmal eindeutig identifizierende Objekt-Nummer. Der Link führt zum PDF-Denkmaldokument des Landesamtes für Denkmalpflege Sachsen. Bei ehemaligen Kulturdenkmalen können die Objektnummern unbekannt sein und deshalb fehlen bzw. die Links von aus der Datenbank entfernten Objektnummern ins Leere führen. Ein ggf. vorhandenes Icon  führt zu den Angaben des Kulturdenkmals bei Wikidata.